# IA-63 Pampa
El IA-63 Pampa es un entrenador fabricado en Argentina por la Fábrica Militar de Aviones en la década de 1980, y que actualmente es fabricado por su sucesora FAdeA.
Fue construido para reemplazar al Morane Saulnier MS.760 Paris de la Fuerza Aérea Argentina. Es un jet ligero monomotor de ala alta. Realizó su primer vuelo en 1984 y entró en servicio en 1988.

## Desarrollo
En abril de 1979, la Fuerza Aérea Argentina encomendó a la Fábrica Militar de Aviones, a través de una «Directiva de Desarrollo», el diseño y construcción de un avión a reacción para entrenamiento medio-avanzado que reemplazara al veterano Morane Saulnier MS.760 Paris que se encontraba en servicio desde principios de los años 1970 y de los cuales se habían fabricado 50 bajo licencia; el proyecto estuvo a cargo del ingeniero aeronáutico Aníbal Dreidemie.
Se examinaron los posibles motores que propulsarían el avión, centrándose en el Garrett TFE731, y una versión sobre-potenciada desarrollada por la empresa Pratt & Whitney denominado JT15D-5, aunque todavía no poseía la certificación de la Administración Federal de Aviación de los Estados Unidos. El motor seleccionado fue el JT15D-5, pero Pratt & Whitney anunció cierto atraso en el programa de desarrollo, y la FMA no quería modificar su diagrama de planificación así que la elección final se decantó por el TFE731 de Garrett. Esta decisión mostró ser la correcta, ya que estos motores eran ampliamente conocidos por los técnicos de la FAA porque son usados por los Learjet 35 de la II Brigada Aérea.

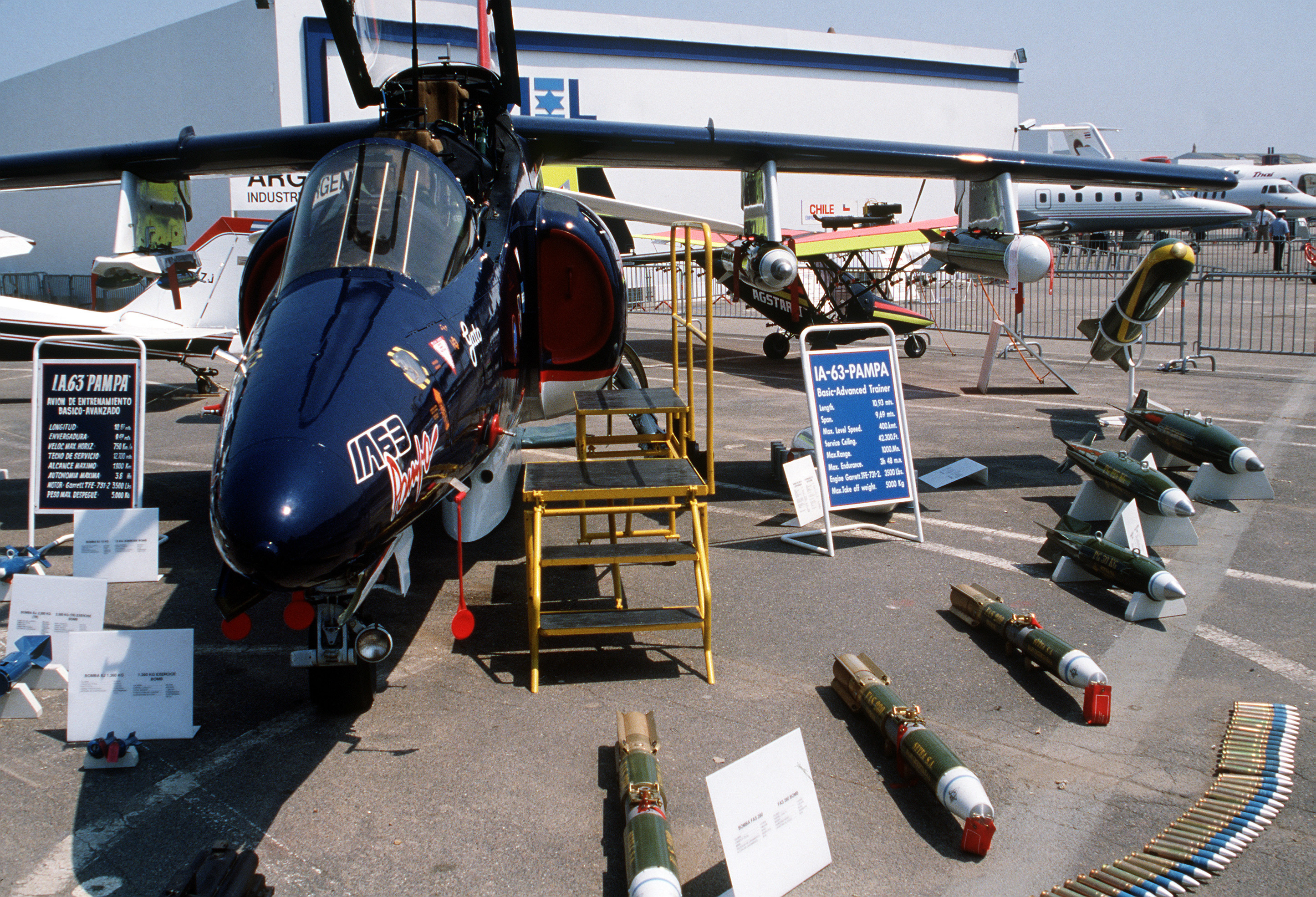
Pampa durante el Paris Air Show 38.ºSalon International de l'Aéronautique et de l'Espace, París, el 13 de junio de 1989.

Coincidiendo con la finalización de la fase conceptual, algunos años de diálogo entre la Fábrica Militar de Aviones y la Dornier Flugzeugwerke cristalizaron el 5 de mayo de 1980, cuando se firmó un acuerdo entre la FAA y la compañía alemana. 
La FMA contaba con una vasta experiencia, modernas instalaciones y una reconocida capacidad de trabajo, pero estaba claro que con vistas a desarrollar un avión de última generación le faltaba un ingrediente: la adquisición de "tecnología punta", principalmente en el diseño aerodinámico y en los sistemas electrónicos de a bordo.
El acuerdo incluía asesoramiento técnico y asistencia de diseño, así como también la especialización de los ingenieros argentinos en las últimas técnicas de construcción en materiales compuestos. El equipo de diseño, ingenieros y técnicos, comenzó a trabajar con sus colegas alemanes tanto en la fábrica de Córdoba, como en la factoría de Friedrichshafen, donde se concentró el principal esfuerzo de diseño.
Completada la fase de definición en septiembre de 1981, comenzó la fase de desarrollo a escala total, con ensayos en túnel de viento de alta y media velocidad y uso intensivo del CAD (Computer Aided Design: Diseño Asistido por Computadora) CATIA, para definir las instalación de los sistemas y equipamientos. Cambios progresivos se fueron implementando, como fue el ahusamiento del ala, la revisión de la geometría de las tomas de aire, y una estilización del morro.
Mientas tanto, en otras áreas de la planta fabril cordobesa, se alistaban nuevas máquinas-herramientas de control numérico tales como tornos, fresadoras, perforadoras, fresadoras químicas, hornos verticales a presión (autoclave) y una central IBM 3000 de gran capacidad para controlar todo el conjunto.
El primer vuelo estaba programado para octubre de 1983, pero recortes presupuestarios retrasaron el proyecto y solo se comenzó a cortar el metal para el primer prototipo en junio de ese año. También se vio afectada la cantidad de prototipos previstos. Originalmente debían ser seis en total, cuatro para ensayos de vuelo y dos para pruebas de carga estáticas en tierra, pero finalmente el cuarto prototipo para los vuelos fue cancelado.
Para las pruebas se seleccionaron tripulaciones del Centro de Ensayos de Vuelo (CEV) de la Fuerza Aérea Argentina, siendo enviados a la escuela de pilotos de pruebas francesa L`Ecole du Personnel Navigant d Essais et de Reception (Escuela de Personal Navegante de Ensayos y Recepción, EPNER) para completar los cursos de piloto e ingeniero de prueba.

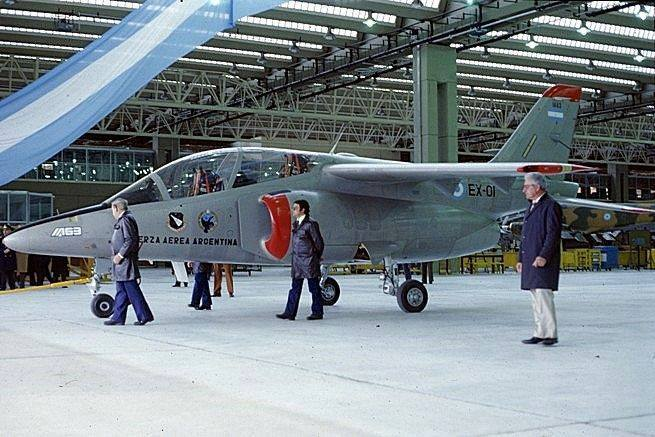
El prototipo número uno del IA-63, el EX-01, durante su primer vuelo el 6 de octubre de 1984, este avión sería destruido en un accidente el 10 de diciembre de 2004.

El 14 de agosto de 1984, la FAA festejó su día aniversario (generalmente 10 de agosto) para que coincidiera con la primera presentación pública del IA-63, matriculado EX-01 (Experimental 01). Seis semanas después el 6 de octubre de 1984 se realiza el primer vuelo al mando del vicecomodoro Genaro Sciola, acompañado por el mayor Orefice, con una duración de cincuenta minutos alcanzándose una velocidad de Mach 0,63 (777 km/h) a 4570 metros sin inconvenientes.
Tal como se había hecho con otros aviones argentinos anteriormente, el EX-01 fue embarcado en un C-130 Hercules y presentado en la exposición Le Bourget '85. Para la ocasión, se pintó con un esquema rojo-azul-blanco típico de los aviones experimentales argentinos posteriores a 1970.
El EX-01 tuvo la misión de realizar los ensayos de prestaciones, vibraciones del motor, puesta a punto de los sistemas y el estudio del comportamiento de vibraciones aeroelásticas, (efecto también conocido como "flutter" o bataneo).
El 7 de agosto de 1985 tuvo lugar el vuelo del segundo prototipo. La tarea principal del EX-02 fue la evaluación de la estabilidad y control en diferentes regímenes, para posteriormente confeccionar el manual de vuelo.
Finalmente, siete meses más tarde, el 25 de marzo de 1986, despegó el tercer prototipo a los mandos de los pilotos Cismondi y Lianza. Esta aeronave tuvo como objetivo ensayar el lanzamiento de armamentos, teniendo instaladas ocho cámaras que registraban el accionamiento del mismo. A diferencia de los prototipos anteriores que usaron asientos eyectables Martin-Baker Mk-Ar 8LM, el EX-03 se equipó con el UPS Stencel SIII-31A63 de origen norteamericano.
El requerimiento original de la Fuerza Aérea Argentina fue la de adquirir sesenta y cuatro aparatos para reemplazar completamente a los MS.760 Paris y complementar a los veteranos A-4 Skyhawk. Pero en los difíciles años ochenta, tiempos de transición y picos inflacionarios, los recortes presupuestarios limitaron a la Fuerza Aérea a un lote de 20 aeronaves IA-63. En abril de 1988 se entregaron los primeros tres aparatos a la IV Brigada Aérea de Mendoza. Las entregas finalizaron en 1992.

## Diseño

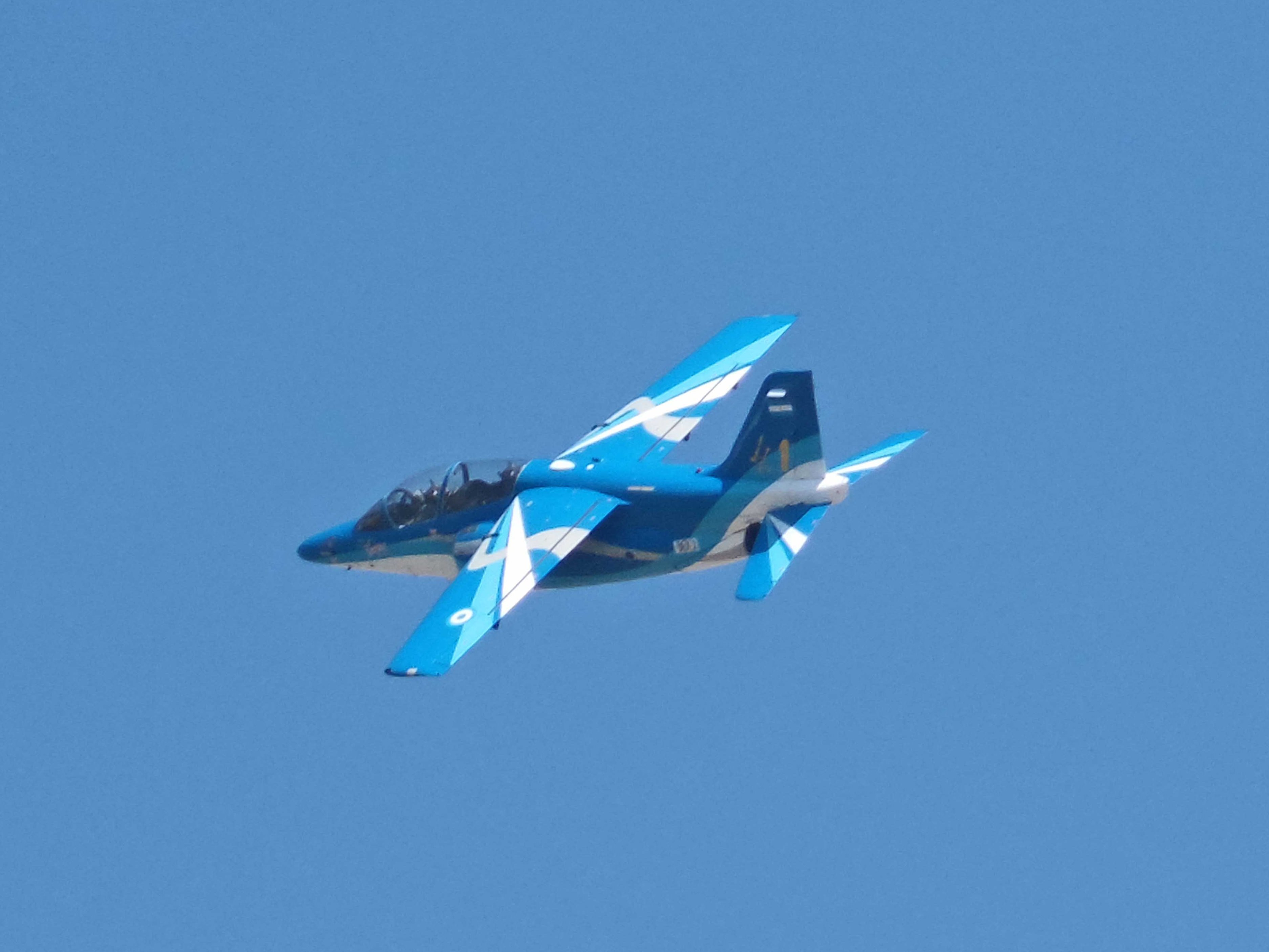
IA-63 Pampa, en vuelo durante la Feria Internacional del Aire y del Espacio 2014.

Muy influenciado por el diseño Dassault-Breguet/Dornier Alpha Jet, la principal diferencia del Pampa es ser más pequeño y monomotor, a diferencia del Alpha Jet que es bimotor, y de tener alas rectas en vez de "en flecha". El primer prototipo del Pampa voló por primera vez el 6 de octubre de 1984. Se produjeron 2 prototipos adicionales y 18 aviones de serie hacia fines de los años ochenta. Si bien el IA-63 "Pampa" fue construido en la FMA (Fábrica Militar de Aviones) en Córdoba, en el proyecto intervinieron varias empresas extranjeras. Por ejemplo, la empresa alemana Dornier diseñó las alas de perfil supercrítico (que busca una relación ideal entre resistencia y sustentación). La producción cesó por los problemas que sufría la economía argentina, que atravesaba la hiperinflación de 1989-1990, pero fue reabierta parcialmente a fines de los años noventa, cuando la nueva empresa LMAASA (ex FMA) armó y entregó un avión adicional.
El Pampa es un avión de entrenamiento avanzado y de ataque a tierra ligero, monoturbina, biplaza y de ala alta, con grandes toberas de ingreso de aire al motor a los costados de la cabina de mando, en la parte baja del fuselaje central; el motor queda posicionado en la parte central del fuselaje y la cola de la aeronave se extiende detrás del fuselaje central, con los estabilizadores traseros en la base del timón vertical de profundidad, en forma similar al diseño del avión de entrenamiento Dassault/Dornier Alpha Jet.
El piloto y tripulante se sientan en tándem, uno delante de otro en asientos de eyección. El tripulante queda en una posición más alta que el piloto, para poder efectuar las maniobras de aterrizaje y despegue de la nave en las misiones de entrenamiento, con una palanca de control adicional que le permite controlar la aeronave en todas las maniobras de vuelo.
El tren de aterrizaje delantero tiene una sola rueda y se guarda bajo la cabina de mando. El tren de aterrizaje principal tiene una rueda a cada lado y se guarda bajo el fuselaje central de la aeronave, detrás de las toberas de ingreso de aire a la turbina, en forma parecida al avión de entrenamiento Aermacchi S-211.

## Componentes del Pampa III Bloque 2
Argentina -  Bélgica -  Estados Unidos -  Francia -  Italia -  Reino Unido

### Electrónica
| Sistema           | País                                        | Fabricante                 | Notas                              |
| ----------------- | ------------------------------------------- | -------------------------- | ---------------------------------- |
| Sistema de escape | Bandera de Italia · Bandera del Reino Unido | SICAMB S.p.A. Martin-Baker | Asiento eyectable modelo Mk.AR10LM |

### Armamento
| Sistema                           | País                      | Fabricante                                   | Notas                 |
| --------------------------------- | ------------------------- | -------------------------------------------- | --------------------- |
| Cañón                             | Bandera de Francia        | DEFA                                         | 1 × DEFA 554 de 30 mm |
| Pod de ametralladora (opción)     | Bandera de Bélgica        | FN Herstal                                   | 7.62 mm               |
| Pod de ametralladora (opción)     | Bandera de Bélgica        | FN Herstal                                   | 12.7 mm               |
| Cohete aire-tierra Áspid de 57mm  | Bandera de Argentina      | Dirección General de Fabricaciones Militares |                       |
| Cohete aire-tierra FFAR de 70mm   | Bandera de Estados Unidos | Hunter Douglas Thermador                     |                       |
| Cohete aire-tierra Zuni de 127 mm | Bandera de Estados Unidos | Hunter Douglas                               |                       |
| Bomba Mark 81                     | Bandera de Estados Unidos | General Dynamics                             |                       |
| Bomba Mark 82                     | Bandera de Estados Unidos | General Dynamics                             |                       |

### Propulsión
| Sistema | País                      | Fabricante         | Notas            |
| ------- | ------------------------- | ------------------ | ---------------- |
| Motor   | Bandera de Estados Unidos | Garrett AiResearch | 1 × TFE731-40-2N |

## Variantes

### Pampa 2000
El Pampa 2000 nace con la firma de un acuerdo entre la FMA y la empresa Vought (ex-LTV) con el objetivo de participar en el Joint Primary Aircraft Training System (J-PATS, Programa Conjunto de Sistemas de Entrenamiento Aéreo). Este programa era un concurso lanzado por el gobierno estadounidense cuyo ganador recibiría un contrato para reemplazar a los entrenadores T-37B Tweet de la Fuerza Aérea de los Estados Unidos y T-34C Mentor de la Armada de los Estados Unidos. La firma Vought, al no tener un diseño propio de entrenador, postulaba al Pampa 2000 para el J-PATS. Se enviaron a la fábrica que Vought posee en Dallas, Texas, los aviones EX-02 y los aviones de serie E-812 y E-814. Estos dos últimos fueron modificados con varias incorporaciones de aviónica, nuevos sistemas hidráulicos, asientos eyectables Martin-Barker MKUS 16LC y demás modificaciones, una pantalla de color LCD que reunía mucha de la información suministrada anteriormente por medios analógicos como relojes y variómetros para cumplir con las especificaciones norteamericanas. Se calculaba una necesidad de 700 a 750 aviones y un contrato de más de 1 600 millones de dólares para el ganador. Varias fábricas de distintos países acudieron para intentar llevarse el contrato. El vuelo inaugural del FMA-Vought Pampa 2000 se efectuó el 25 de mayo de 1993 al mando del piloto estadounidense John Hoffman en las instalaciones de Forth worth, Texas, y luego de acumular cientos de horas de pruebas, todos los pilotos que volaron el Pampa coincidieron en sus excelentes características. Sin embargo, a mediados de 1996, después de un año de retraso en el otorgamiento del contrato, las autoridades norteamericanas se decidieron por el avión más barato suizo de turbohélice Pilatus PC-9, al cual le dieron la denominación Beechcraft T-6 Texan II.

### Pampa II
El IA-63 Pampa II fabricado por Lockheed Martin Argentina Aircraft S.A. (LMAASA) es un entrenador con capacidad para ataque ligero (por eso las siglas AT: Attack & Trainer). En el año 2005 voló un prototipo modernizado del IA-63 denominado por LMAASA como AT-63 Fase 1, el cual encabezó la modernización de los 11 aviones remanentes del primer lote, a los que se sumaron entre 2007 y 2008 6 aviones adicionales fabricados nuevos para la Fuerza Aérea Argentina, quien a su vez denomina a todos los aviones modernizados como Pampa Serie II.
Si bien se mantiene la capacidad de entrenamiento avanzado, hace más énfasis en el entrenamiento con armas y el combate. El nuevo AT-63 mantiene la facilidad del mantenimiento y de las características estables de vuelo de la versión original IA-63, mientras que agrega una electrónica avanzada y una central eléctrica mejorada. El nuevo IA
-63 utiliza un motor de Honeywell TFE-731-2C turboventilador, con más de 16,5 kN de empuje, que ofrece una novedosa computadora digital y un tiempo medio de funcionamiento mejorado.
El puesto de pilotaje dispone de una aviónica integrada de nueva generación que comprende un computador de misión, video-grabador, un HUD, un panel frontal de control (teclado superior al nivel de los ojos del piloto que se encuentra debajo del HUD) en el que el piloto introduce los datos de navegación y comunicaciones, cuatro pantallas (dos para cada piloto) multifunción de 12,5 x 17,5 cm de Elbit Systems Limited de Israel (aunque en la versión de la Fuerza Aérea Argentina hay una sola pantalla multifunción en el puesto del piloto y otra similar en la del segundo tripulante), y un navegador inercial de Honeywell asociado a un GPS y a un radioaltímetro e indicador cartográfico digital, entre otras cosas. Para el ataque a tierra mantiene los cinco soportes de armas, permitiendo capacidad aire-aire y aire-tierra con una carga útil máxima de 1 500 kilogramos, una mejora notable sobre los 1 160 kg que llevaba el IA-63 original. El pod Aerocuar ahora lleva un cañón DEFA-Giat 554 de 30 milímetros. Uno de los récords de velocidad en vuelo bajo, se dio en la V Brigada, ubicada en Villa Reynolds (Provincia de San Luis) en febrero de 2009, por el piloto e instructor de vuelo, entonces capitán, Leonardo J. Escudero (de Mendoza), retirado como mayor en el 2011. Dicha maniobra se grabó en vídeo por sus mismos camaradas y se hizo viral en las redes sociales en el 2012. En dicho vídeo se puede observar la maniobra de acercamiento y vuelo rasante (a unos 85 cm de la vegetación de la Brigada) e inmediata maniobra "climb" o "escalada". Éste recorrido se hizo a unos 780 kilómetros por hora (unos 420 nudos).

### Pampa III

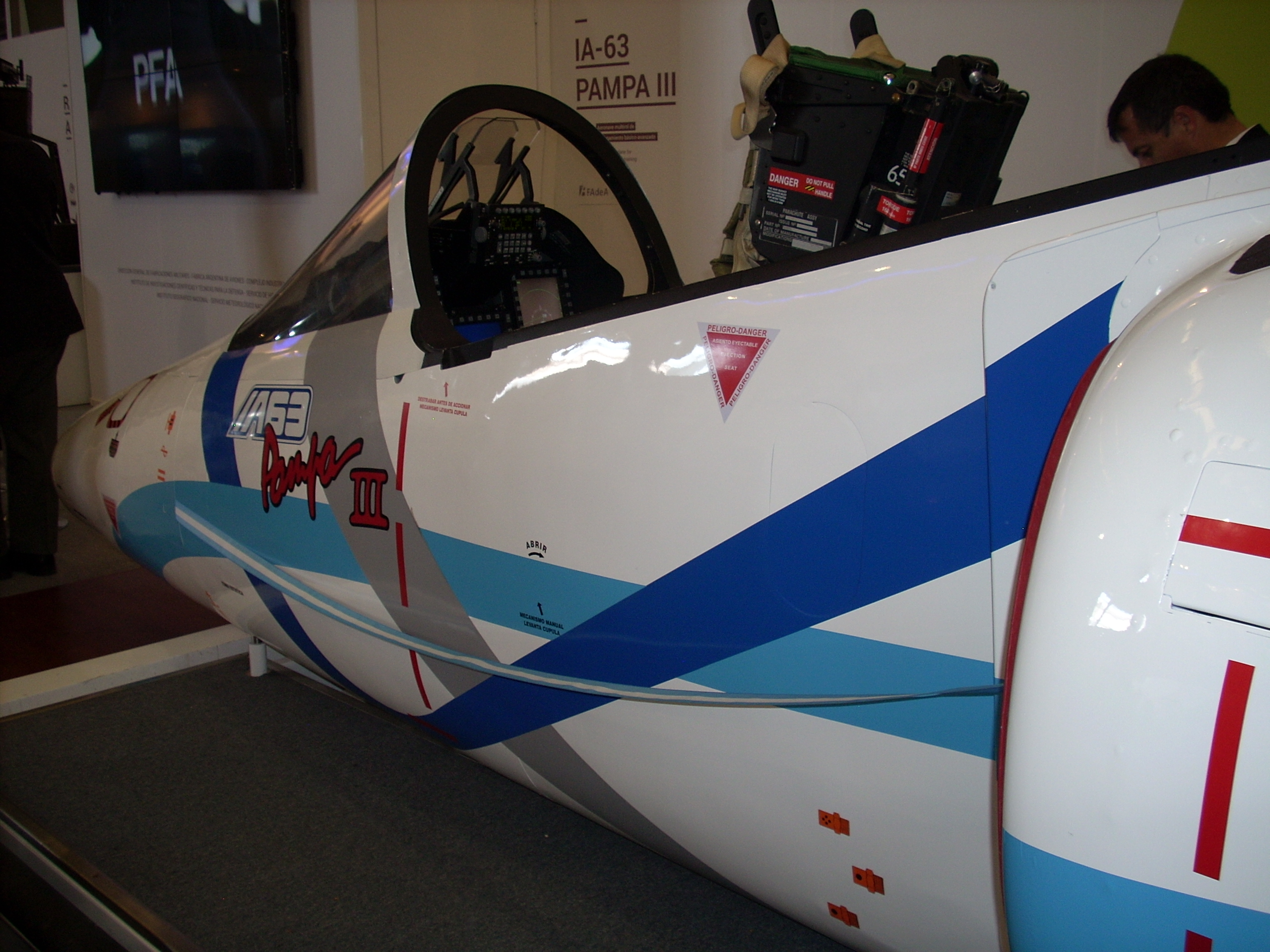
Pampa III presentado en FIDAE 2014

El 10 de octubre de 2013 fue presentado un demostrador conceptual de la tercera versión del Pampa, por la Fábrica Argentina de Aviones. En una mejora sobre el Pampa II, el Pampa III incorpora dos paneles digitales multifuncionales adicionales y cascos integrados Targo, que transferirán información del panel de instrumentos a los cascos de los pilotos. El sistema cuenta con modos diurno, nocturno y de simulación que, según Elbit Systems, lo hacen ideal para aviones de caza y entrenamiento. El prototipo voló por primera vez el 18 de agosto de 2015, y fue presentado oficialmente el 18 de septiembre del mismo año.
El programa de desarrollo se divide en dos etapas. La primera es la producción de 18 IA-63 Pampa III, los cuales se producirían en 2017, previendo la entrega de al menos 3 durante el mismo. Cabe destacar que se utilizarán las células que nunca se usaron y están a la espera de su finalización.
El 29 de marzo de 2016 el primer avión fabricado en serie fue probado con éxito en la Escuela de Aviación Militar. Luego en diciembre del mismo año, el mayor Alejandro Battioni llevó a cabo dos vuelos de verificación del EX-04 con éxito.
El 29 de diciembre de 2017 el Pampa III EX-05 realizó su primer vuelo experimental antes de ser entregados a la FAA.
El 21 de septiembre del 2018 FAdeA realizó con éxito el primer vuelo de prueba del IA-63 Pampa III (E-824) en la Escuela de Aviación Militar de la Fuerza Aérea Argentina.
El 19 de octubre de 2018 se entregó a la Fuerza Aérea Argentina el avión IA-63 Pampa matrícula E-815, el cual había estado más de diez años sin actividad. Se le realizaron tareas de inspección mayor de 1200 h, y una restauración general por su prolongado estacionamiento y trabajos de remotorización.
A los primeros tres Pampa III, cuyos números de construcción son AV-1028, AV-1029 y AV-1030, se les cambió las matrículas «E» de entrenamiento por «A» de ataque. De este modo, el AV-1028 E-823 (inicialmente EX-05) ahora es A-702, el AV-1029 E-824 ahora es A-700 y el AV-1030 E-825 ahora es A-701.
Estos tres primeros Pampa III fueron entregados a la VI Brigada Aérea con asiento en Tandil durante 2018. 
Durante 2019 se entregaron a la VI Brigada Aérea dos aeronaves Pampa III numerales A-703 (AV-1031) y A-704 (AV-1032). A principios de 2020 se entregó el último del segundo lote de tres Pampa III con numeral A-705 (AV-1033).

### Otras variantes
Pampa II-40
Pampa II con cambio por el motor Honeywell TFE731-40-2N de 3950 libras de empuje, un 20% más que el motor original del Pampa. Esta modernización es para reducir costos operativos, y obtener mayor rendimiento, durabilidad y facilidad de mantenimiento.
Pampa III Bloque 2
Pampa III B2 es uno de los próximos hitos por alcanzar. No sin estar exentos de polémica, debido a los numerosos retrasos por parte de la contratista FAdeA (Fábrica Argentina de Aviones), quien aun tiene adeudadas al rededor de dos decenas de unidades, que debian ser entregadas en el período 2021-2023. Estos retrasos fueron documentados durante la última auditoria al Ministerio de Defensa que llevó adelante el nuevo ministro que asumió a finales de 2023, Luis Petri, luego de ser elegido para el cargo por el nuevo presidente de Argentina, Javier Milei. Con respecto a los avances tecnológicos, se modificaron los dos prototipos de Pampa III, el EX-03 y EX-04, los cuales vieron la integración del principal componente del mencionado bloque: la Embeded Virtual Avionics de Elbit, sistema que no solo permitirá la comunicación entre el HOTAS, MFD, HUD y ADC del Pampa III, generando una simulación de alta fidelidad de aviónica avanzada, sensores y armamento, sino que también incrementará las capacidades dentro del entrenamiento con múltiples participantes gracias a la compatibilidad con data-link. Actualmente el EX04 fue entregado al Grupo 6 de Caza, luego de operar durante dos años en el Centro de Ensayos de Vuelo (CEV) de la Fuerza Aérea Argentina. Donde junto al EX03, se homologó el paquete de mejoras que comprende el Bloque 2. Se han entregado al menos seis (6) Pampa III B2 en el período 2020-2024, siendo el día 4 de junio de 2024 la fecha de entrega de las últimas dos unidades al día de la fecha.

## Posibilidad de exportación

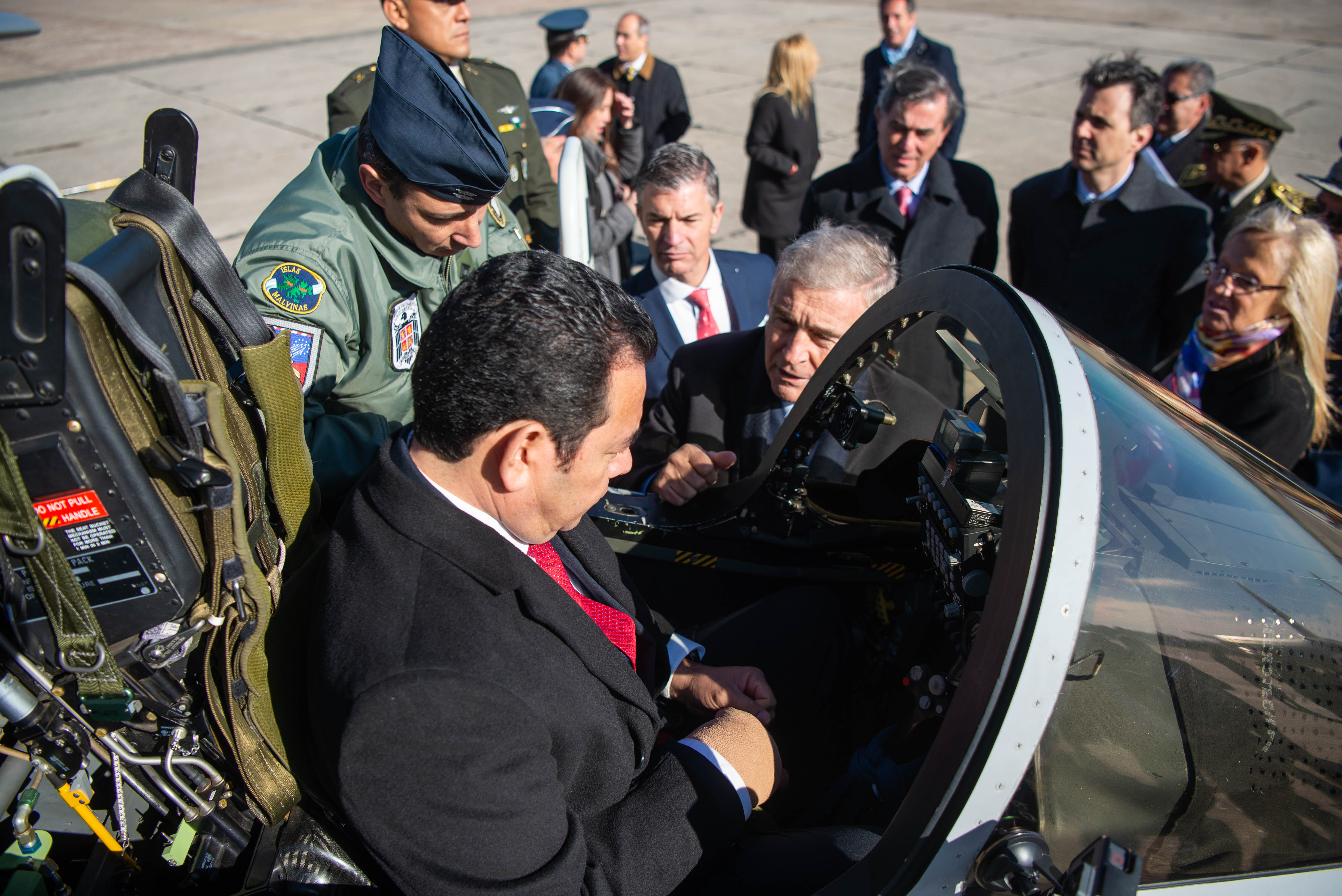
El Presidente de Guatemala Jimmy Morales a bordo de un Pampa III. El mandatario recibe indicaciones de un aviador de la Fuerza Aérea Argentina. A sus lados, el ministro de Defensa de la Nación Argentina Oscar Aguad.

El IA-63 Pampa III es un avión de buenas prestaciones, con aviónica de última tecnología y de fácil accesibilidad, sumado a que tiene un coste por hora de vuelo y de mantenimiento relativamente barato. Puede operar en pistas cortas o no preparadas. Estas cualidades le otorgan al Pampa III un buen desempeño, que lo hace muy competitivo en el mercado internacional, perfecto para fuerzas aéreas de países con bajos recursos o escaso presupuesto de Defensa. El Pampa III está diseñado para ser un avión de entrenamiento avanzado que cumpla con los requisitos necesarios para garantizar a las fuerzas aéreas el entrenamiento completo de los pilotos para luego pasar a un caza de cuarta generación e inclusive a uno de quinta por un costo de adquisición y mantenimiento relativamente bajo en comparación a otras aeronaves de su segmento.
A finales de 2017, Bolivia se mostraba interesada en adquirir aviones Pampa III para su Fuerza Aérea, pero dicha exportación fue vetada por empresas norteamericanas e israelíes por tener el avión componentes de dichos países, además el gobierno boliviano de ese momento deterioró sus relaciones con ambas naciones, la compra fue observada por el parlamento argentino ya que el gobierno boliviano deseaba pagar con gas de sus reservas a Argentina.
A febrero de 2019, tres países están interesados en adquirir el Pampa III: Paraguay, Bolivia y Guatemala, pero a la fecha no existe confirmación de parte de los interesados.
En 2018, se iniciaron negociaciones con Guatemala para poder reemplazar los antiguos Cessna A-37 Dragonfly que brindan servicio en la Fuerza Aérea de dicho país. Las negociaciones se concretaron a mediados de 2019, con la firma de un contrato de 28 millones de dólares por dos Pampa III y servicios de entrenamiento de pilotos y mantenimiento.
Sin embargo, un día después de realizada la compra formal, la ONG "Acción Ciudadana" (representante en Guatemala de Transparencia Internacional) denunció penalmente al Presidente Morales por considerar que incurrió en fraude al evadir la legislación local sobre compras públicas. Diciendo que este obvió la ley de contrataciones del Estado, la ley orgánica del Presupuesto de la Nación y la ley del Presupuesto de 2019. Esto llevó a la Contraloría General de Cuentas de la República de Guatemala a recomendar la cancelación del compra al Ministerio de la Defensa Nacional. Desde FAdeA se sigue insistiendo en la venta, y el gobierno argentino presentará una queja formal al gobierno Guatemalteco.

## Servicio operativo

### Argentina
Su actividad se enmarca en la efectuada por el Grupo 4 de Caza, de la IV Brigada Aérea. Constituyen el elemento fundamental para el entrenamiento avanzado de los pilotos de caza con dieciocho Pampa ll-40, siendo este su principal servicio como sistema de armas, se los puede ver en los cielos de la provincia de Mendoza.
Por su parte, el Grupo 6 de Caza de la VI Brigada Aérea, en Tandil, incorporó dos Pampa II-40 para cubrir el hueco que dejaron los Mirage IIIEA a finales de 2015. Entre 2018 y 2020 la VI Brigada recibió 6 Pampa III que sumados a los aviones que tenía anteriormente realizan misiones de patrulla aérea. El objetivo es llegar a tener un escuadrón completo de 12 aviones Pampa III.
La X Brigada Aérea, ubicada en Río Gallegos, opera 4 Pampa III Bloque II artillados desde febrero de 2023.

## Accidentes
- 23 de noviembre de 1991 - Un avión Pampa matrícula E-802 al mando del piloto, Mayor Héctor Hugo Luna, acompañado por el Teniente Gustavo Javier Ottogalli, se precipita a tierra en El Plumerillo, Mendoza, luego de realizar maniobras acrobáticas, falleciendo ambos tripulantes.[27]
- 31 de agosto de 1992 - Un avión Pampa matrícula E-813, cayó mientras participaba en una exhibición de material aeronáutico. Se estrelló durante una práctica de visualización en la preparación para la exhibición aérea de Farnborough, Inglaterra. El comandante Juan Carlos Sapolsky y el capitán Darío Omar Gelardi fallecieron.[28]
- 14 de diciembre de 1994 - Un avión Pampa 2000 matrícula E- 810 se estrella en las afueras de la ciudad de Mendoza, cuando realizaba un vuelo de entrenamiento. En el accidente pierden la vida sus dos ocupantes, un capitán y un suboficial.[29]
- 17 de septiembre de 1999 - Un avión Pampa matrícula E-808, se estrella en la provincia de San Juan debido al choque de un pájaro en una turbina. Sus dos ocupantes, un oficial argentino y un instructor norteamericano logran eyectarse y salvar su vida.[30]
- 10 de diciembre de 2004 - Un avión Pampa matrícula EX-01 de la Fuerza Aérea, cae mientras realizaba una exhibición para las autoridades Chinas en la Base Aeronaval de Punta Indio. Su ocupante, el 1.er Teniente Juan Pablo Martínez pierde la vida.[31]
- 23 de febrero de 2018 - Un avión Pampa II matrícula E-822, sufrió un incidente, desprendiéndose la cúpula de la nave y provocando la eyección del copiloto, mientras realizaba un vuelo de mantenimiento en la provincia de Córdoba. El copiloto fue identificado como el oficial mayor Sergio Juárez que sufrió politraumatismos, sin revestir mayor gravedad. Por su parte el piloto Alejandro Battioni pudo aterrizar la nave en la pista de la Escuela de Aviación Militar sin heridas ni daños, más allá del mencionado anteriormente.[32]

## Operadores
Argentina
- Fuerza Aérea Argentina: Opera un total de 35 unidades,

Prototipos
EX-01 (AV-01) → Prototipo inicial, destruido en accidente (1984).
EX-02 (AV-02) → Prototipo, preservado en exposición/museo.
EX-03 (AV-03) → Prototipo, preservado (en FAdeA, Córdoba).
EX-04 (en Fadea, Cordoba).
Serie inicial (E-800)
E-801 (AV-101) → Activo, convertido a Pampa II-40, en servicio (IV Brigada Aérea).
E-802 (AV-102) → Accidentado y destruido (1988).
E-803 (AV-103) → Activo, Pampa II-40, en servicio.
E-804 (AV-104) → Activo, Pampa II-40, en servicio.
E-805 (AV-105) → Activo, Pampa II-40, en servicio.
E-806 (AV-106) → Activo, Pampa II-40, en servicio.
E-807 (AV-107) → Activo, Pampa II-40, en servicio.
E-808 (AV-108) → Accidentado y destruido (1994).
E-809 (AV-109) → Rematriculado A-709 (Pampa III), en servicio (IV Brigada).
E-810 (AV-110) → Accidentado y destruido (1992).
E-811 (AV-111) → Rematriculado A-711 (Pampa III), en servicio.
E-812 (AV-112) → Activo, Pampa II-40, en servicio.
E-813 (AV-113) → Accidentado y destruido (2004).
E-814 (AV-114) → Activo, Pampa II-40, en servicio.
E-815 (AV-115) → Activo, Pampa II-40, en servicio.
E-816 (AV-116) → Activo, Pampa II-40, en servicio.
E-817 (AV-117) → Activo, Pampa II-40, en servicio.
E-818 (AV-118) → Activo, Pampa II-40, en servicio.
E-819 (AV-119) → Activo, Pampa II-40, en servicio.
E-820 (AV-120) → Activo, Pampa II-40, en servicio.
E-821 (AV-121) → Activo, Pampa II-40, en servicio.
E-822 (AV-122) → Activo, Pampa II-40, en servicio.
E-823 (AV-123) → Base de conversión a Pampa III, probablemente rematriculado (posible A-700/701/702), en servicio.
E-824 (AV-124) → Ídem, convertido a Pampa III, en servicio.
E-825 (AV-125) → Ídem, convertido a Pampa III, en servicio.
E-826 (AV-126) → Ídem, convertido a Pampa III, en servicio.
Serie Pampa III (A-700)
A-700 (AV-1027) → Activo, Pampa III, en servicio (IV Brigada).
A-701 (AV-1028) → Activo, Pampa III, en servicio.
A-702 (AV-1029) → Activo, Pampa III, en servicio.
A-703 (AV-1030) → Activo, Pampa III, en servicio.
A-704 (AV-1031) → Activo, Pampa III, en servicio.
A-705 (AV-1032) → Activo, Pampa III, en servicio.
A-706 (AV-1033) → Activo, Pampa III, en servicio.
A-707 (AV-1034) → Activo, Pampa III, en servicio.
A-708 (AV-1035) → Activo, Pampa III, en servicio.
A-709 (ex E-809 / AV-1036) → Activo, convertido a Pampa III, en servicio.
A-710 (AV-1037) → Activo, Pampa III, en servicio.
A-711 (ex E-811 / AV-1038) → Activo, Pampa III, entregado en 2024, en servicio.
A-712 (AV-1039) → Activo, Pampa III, entregado en 2024, en servicio.
.

## Especificaciones (IA 63 Pampa III)
Referencia datos: Jane's All The World's Aircraft 1988–89.

### Características generales
- Tripulación: 2× pilotos.
- Longitud: 10,9 m (35,9 ft)
- Envergadura: 9,7 m (31,8 ft)
- Altura: 4,3 m (14,1 ft)
- Superficie alar: 15,6 m² (168,2 ft²)
- Perfil alar: Dornier DoA-7
- Peso vacío: 2821 kg (6217,5 lb)
- Peso cargado: 3500 kg (7714 lb)
- Peso útil: 2179 kg (4802,5 lb)
- Peso máximo al despegue: 5000 kg (11 020 lb)
- Planta motriz: 1× turboventilador Garrett TFE731-2-2N (Pampa y Pampa II) o Honeywell TFE731-40-2N (Pampa II-40 y Pampa III).
  - Empuje normal: 19,7 kN (2009 kgf; 4429 lbf) de empuje.

### Rendimiento
- Velocidad nunca excedida (Vne): 1000 km/h (621 MPH; 540 kt) a 9500 m
- Velocidad máxima operativa (Vno): 890 km/h (553 MPH; 481 kt) a 7000 m
- Velocidad crucero (Vc): 747 km/h (464 MPH; 403 kt) a 4000 m
- Alcance: 2.315 km
- Techo de vuelo: 12 900 m (42 323 ft)
- Régimen de ascenso: 30,2 m/s (5945 ft/min)
- Carga alar: kg

### Armamento
- Ametralladoras: 2× Pod de 7,62 mm o 2 pod de 12,7 mm

- Cañones: 1× Pod DEFA-Giat 554 30 mm en el morro con 150 municiones.
- Puntos de anclaje: 5× Alkan Type 63 con una capacidad de 1200 kg, para cargar una combinación de:  
  - Bombas: 

    - 6× bombas de propósito general Mark 81 de 118 kg o Mark 82 de 227 kg.

  - Cohetes: 

    - Contenedores LAU-61/A con 19× FFAR de 70 mm
    - Contenedores ARM-657 Mamboretá con 6× Áspid ARM AP de 57 mm.

### Desarrollos relacionados
- Dassault-Breguet/Dornier Alpha Jet
- FMA SAIA 90

### Aeronaves similares
- BAE Hawk
- Hongdu JL-8
- Aero L-39 Albatros
- CASA C-101 Aviojet
- Aermacchi S-211
- Aermacchi MB-339
- Kawasaki T-4
- PZL I-22 Iryda
- IAR 99

### Secuencias de designación
FMA IA-62 · IA-63 Pampa · FMA IA-66 Pucará II

### Listas relacionadas
- Anexo:Equipamiento de la Fuerza Aérea Argentina
- Anexo:Aeronaves construidas en América Latina